# Sint-Antoniuskerk (Sint-Antonius)

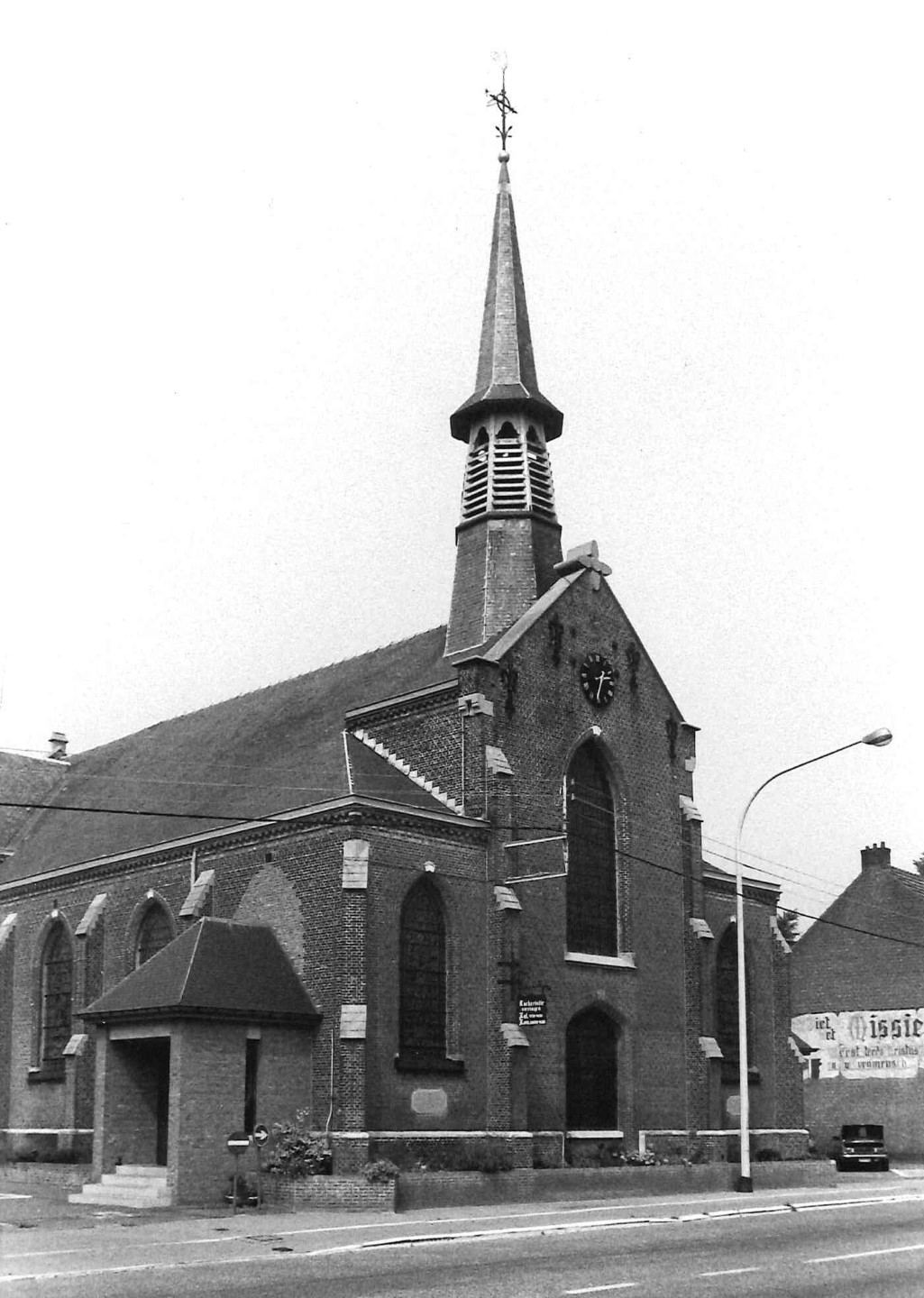
Sint-Antoniuskerk

De Sint-Antoniuskerk is de parochiekerk van de tot de Antwerpse gemeente Zoersel behorende plaats Sint-Antonius, gelegen aan de Handelslei 23 en gewijd aan Sint-Antonius Abt.

## Geschiedenis
In 1490 werd voor het eerst melding gemaakt van een kapel die gewijd was aan Onze-Lieve-Vrouw en aan Sint-Antonius. Deze werd in 1490 herbouwd maar in 1542 verwoest door de Gelderse troepen van Maarten van Rossum. In 1850-1851 werd het huidige kerkschip gebouwd ter vergroting van de kapel, naar ontwerp van Ferdinand Berckmans. In 1905 werd de kerk vergroot naar ontwerp van Ernest Dieltiëns waarbij onder meer het transept en de zijkoren werden opgetrokken.

## Gebouw
Het betreft een bakstenen, naar het noordwesten georiënteerde, kruiskerk in neogotische stijl. Boven de ingang is een dakruiter met achthoekige spits aangebracht.

## Interieur
Het interieur wordt overkluisd door een kruisribgewelf. De kerk bezit een gepolychromeerd houten beeld van Sint-Sebastiaan, van 1763. De altaren zijn in neogotische stijl uitgevoerd.